# Amstel Gold Race 1974
L'Amstel Gold Race 1974 fou la 9a edició de l'Amstel Gold Race. La cursa es disputà el 13 d'abril de 1974, sent el vencedor final el neerlandès Gerrie Knetemann, que s'imposà en solitari amb més de 3' sobre el gran grup en la meta de Meerssen.
137 ciclistes hi van prendre part, acabant la cursa 31 d'ells.

## Classificació final
|    | Ciclista            | Equip                          | Temps      |
| -- | ------------------- | ------------------------------ | ---------- |
| 1  | Gerrie Knetemann    | Gan-Mercier-Hutchinson         | 6h 06' 30" |
| 2  | Walter Planckaert   | Watney-Maes                    | + 3' 21"   |
| 3  | Walter Godefroot    | Carpenter-Confortluxe-Flandria | m. t.      |
| 4  | Freddy Maertens     | Carpenter-Confortluxe-Flandria | m. t.      |
| 5  | Staf van Roosbroeck | M.i.c.-De Gribaldy-Ludo        | m. t.      |
| 6  | Gerard Vianen       | Gan-Mercier-Hutchinson         | m. t.      |
| 7  | Jan Krekels         | Tim Oil-Novy                   | m. t.      |
| 8  | Tino Tabak          | TI-Raleigh                     | m. t.      |
| 9  | Willy Teirlinck     | Sonolor-Gitane                 | m. t.      |
| 10 | Herman van Springel | M.i.c.-De Gribaldy-Ludo        | m. t.      |